# Aichkirchen
Aichkirchen é um município da Áustria localizado no distrito de Wels-Land, no estado de Alta Áustria.